# Gwangjus flygplats
Gwangjus flygplats är en flygplats i staden Gwangju i den sydvästra delen av Sydkorea,  270 km söder om huvudstaden Seoul.
Den är både en civil flygplats med inrikestrafik och en militär flygbas. För närvarande (2022) så finns det linjer till Seoul Gimpo, Jeju och Yangyang.